# Hannah Arendt (Film)
Hannah Arendt (Claim: Ihr Denken veränderte die Welt) ist ein deutscher Spielfilm von Margarethe von Trotta aus dem Jahr 2012 mit Barbara Sukowa in der Rolle der politischen Theoretikerin und Publizistin Hannah Arendt.
Seine Weltpremiere hatte der Film am 11. September 2012 beim 37. Toronto International Film Festival, die Deutschlandpremiere fand am 8. Januar 2013 im Essener Kino Lichtburg statt, der deutsche Kinostart war am 10. Januar 2013. In der Schweiz kam der Film am 17. Januar, in Österreich am 22. Februar 2013 erstmals in die Kinos.

## Handlung
Der Film spielt in den Jahren 1960 bis 1964. Die Handlung dreht sich um den sogenannten Eichmann-Prozess, der möglich geworden war, nachdem im Mai 1960 der Mossad den in Argentinien untergetauchten Adolf Eichmann aufgespürt und nach Israel entführt hatte. Hannah Arendt schlägt dem Magazin The New Yorker vor, über den Prozess in Jerusalem zu berichten. Der Herausgeber William Shawn ist begeistert vom Angebot der für politisch-historische Analysen geschätzten Denkerin.
Im April 1961 reist Hannah Arendt von New York City nach Jerusalem, wo sie ihren alten Freund Kurt Blumenfeld wiedertrifft. Sie besucht dort alle wichtigen Gerichtsverhandlungen, in denen sie akribisch alles protokolliert. Der Film baut dabei Originalmaterial in die Spielhandlung ein. Adolf Eichmann entpuppt sich im Verlauf des Prozesses nicht als bestialisches Monster, sondern als ein mittelmäßiger Bürokrat, was Hannah Arendt überrascht. Im Laufe des Prozesses wird sie auch Zeugin, wie Überlebende des Holocaust während der Befragung zusammenbrechen.
Über die Dialoge, die Hannah Arendt mit ihrem Mann Heinrich Blücher, ihrer Freundin Mary McCarthy, ihrem Freund Hans Jonas, ihrer Sekretärin Lotte Köhler und ihren Studenten führt, wird der Zuschauer über ihre politisch-philosophischen Überlegungen informiert. Im Rückblick kommen Szenen von Hannah Arendts Leben in Deutschland vor 1933 und von ihrer Beziehung zu Martin Heidegger vor.
Nach zwei Jahren intensiver Arbeit, umfangreichen Recherchen und vielen Diskussionen schreibt Hannah Arendt endlich die von allen ungeduldig erwartete Artikelserie, die sofort einen für sie unerwarteten Skandal in den Vereinigten Staaten, Israel und in der Welt provoziert. Sie zieht sich aufs Land zurück, um sich der öffentlichen Aufmerksamkeit zu entziehen. Auch viele ihrer Freunde kritisieren sie heftig. Vor allem werden Hannah Arendt ihre Anschuldigungen an die Judenräte, mit den deutschen Behörden kooperiert zu haben, ihre These von der „Banalität des Bösen“ und mangelnde Liebe zu Juden vorgeworfen. Ihre akademische Karriere scheint gefährdet, als sie von Leitern ihrer Universität aufgefordert wird, die Universität zu verlassen. In einer nicht authentischen, für den Film erfundenen Szene wird sie während eines Waldspazierganges von Agenten des Mossad bedrängt, die Veröffentlichung ihres geplanten Buchs Eichmann in Jerusalem aufzugeben.
Hannah Arendt jedoch bleibt konsequent bei ihrer Haltung und scheut keine Auseinandersetzungen. Bei ihren Vorlesungen sind die Hörsäle überfüllt, die Studenten hören mit Begeisterung ihre Analysen und unerschrockenen Schlussfolgerungen. Von den Freunden halten nur noch ihr Mann Heinrich Blücher sowie Mary McCarthy und Lotte Köhler zu ihr.

## Produktion

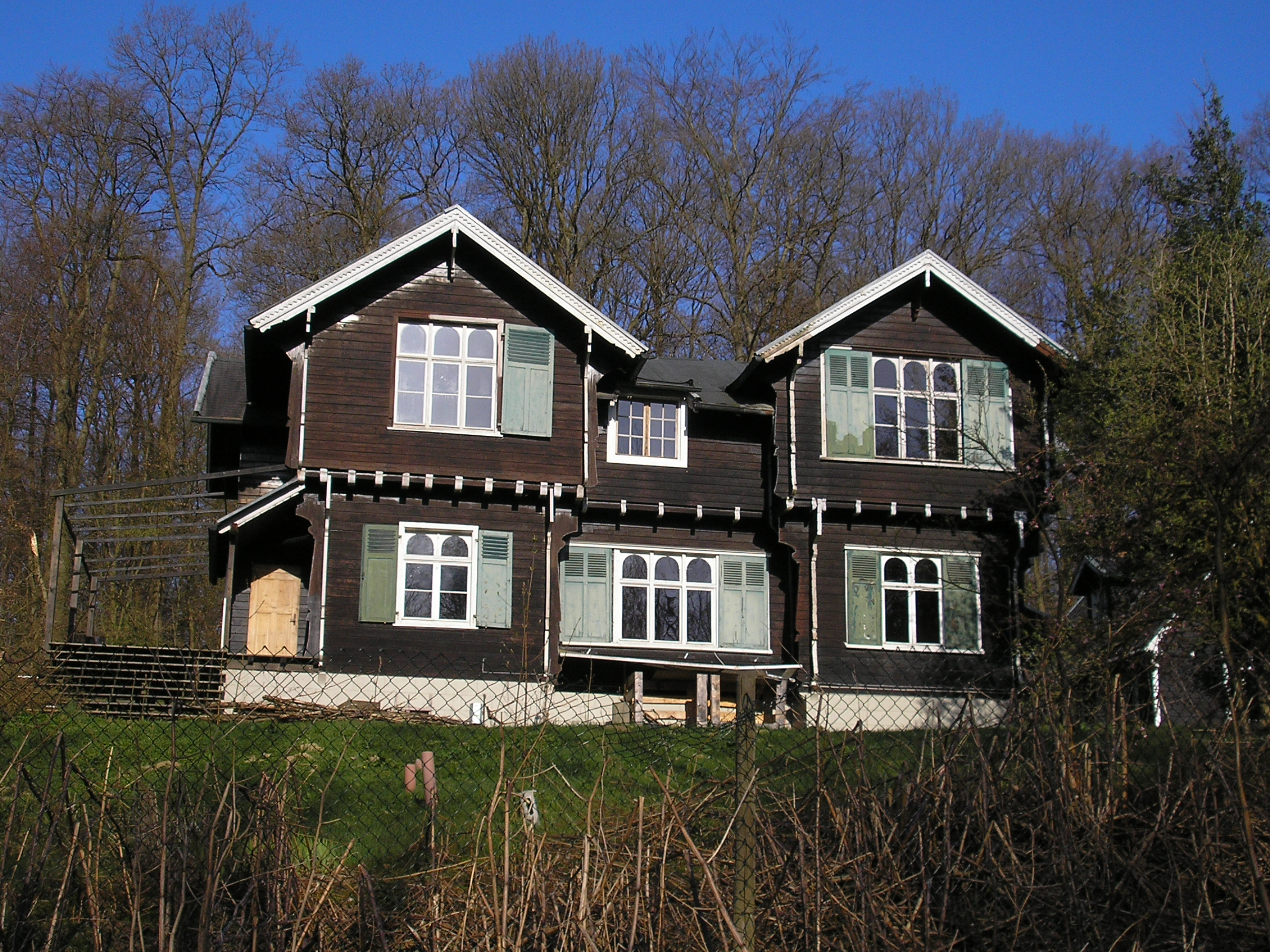
Amerikanisches Originalhaus von 1893 bei Rieferath

Der Film fußt auf umfangreichen Recherchen und Gesprächen mit Bekannten von Hannah Arendt, unter ihnen Ingrid Scheib-Rothbart, acht Jahre lang Arendts Sekretärin, Elisabeth Young-Bruehl, bedeutendste Arendt-Biografin und zeitweise ihre Schülerin, Jerome Kohn, letzter Assistent Arendts und Herausgeber ihrer posthumen Schriften, Lore Jonas, Witwe von Arendts Marburger Kommilitonen Hans Jonas, und Wally Shawn, Sohn des The-New-Yorker-Herausgebers 1952–1987 William Shawn. Ingrid Scheib-Rothbart stellte Margarethe von Trotta außerdem Lotte Köhler vor, die einzige noch lebende Freundin Arendts und Verwalterin ihres Nachlasses, sie starb am 24. März 2011 im Alter von 92 Jahren in New York.
Margarethe von Trotta und Pamela Katz suchten auch Arendts Lebensstationen auf, darunter das Haus am New Yorker Riverside Drive 370, Arendts Wohnung am Ende ihres Lebens, das Haus von Arendts Freund Kurt Blumenfeld in Israel sowie den Friedhof am Bard College in Annandale-on-Hudson, auf dem Hannah Arendt und Heinrich Blücher begraben sind und wo Hannah Arendt nach dem Tod ihres Mannes eine Holzbank aufstellen ließ, um mit ihm „zu reden“.
Die erste Drehbuchfassung lag 2004 vor, erst ab Sommer 2010 konnte die Finanzierung geklärt werden. Margarethe von Trotta machte zur Bedingung, dass Hannah Arendt von Barbara Sukowa gespielt wird, da sie nach von Trottas Ansicht „die einzige Schauspielerin ist, bei der ich mir vorstellen konnte, dass sie mir das zeigen kann: wie jemand denkt.“ Nach den Fernsehanstalten BR, WDR und ARD Degeto stimmten auch die Film- und Medienstiftung NRW, die Filmförderungsanstalt, der Film Fund Luxembourg, der Israel Film Fund und der Jerusalem Film Fund einer Förderung zu.
Der Film wurde von Heimatfilm (Köln) in Koproduktion mit Amour Fou Luxembourg (Ettelbrück), MACT Productions (Paris) und Metro Communications (Tel Aviv) produziert. Die Dreharbeiten begannen am 16. Oktober 2011, gedreht wurde bis zum 17. Dezember 2011 an 37 Drehtagen in Nordrhein-Westfalen (10 Drehtage), Jerusalem (7 Drehtage) und Luxemburg (20 Drehtage).
Die Silhouette New Yorks stammt vom Produktionsdesigner Volker Schaefer. Das Apartment von Hannah Arendt am Riverside Drive in New York wurde in Luxemburg in einem Studio nachgebaut. Ein ehemaliges Forsthaus in der Nähe von Rieferath, ein amerikanisches Originalhaus, das im Anschluss an die World’s Columbian Exposition 1893 in Chicago nach Europa gebracht wurde, diente als Arendts Landhaus, in das sie sich nach den Anfeindungen gegen sie zurückzog. In Jerusalem wurde im Originalgebäude gedreht, in dem 1961 der Prozess gegen Eichmann stattfand, ein Kulturzentrum, das schon damals kein Gerichtssaal war. Da von Trotta den echten Eichmann zeigen wollte, um beim Zuschauer „das Erstaunen vor diesem Mann und zugleich die Abscheu, die man empfindet“, hervorzurufen, wurde vom Steven Spielberg Jewish Film Archive an der Hebräischen Universität Jerusalem Archivmaterial aus dem Eichmann-Prozess zur Verfügung gestellt und aufwendig in den Film bildfüllend eingebaut.
Gedreht wurde mit einer Red-One-Kamera in CinemaScope. Hannah Arendt ist damit der erste Film Margarethe von Trottas, der digital produziert wurde.
Der Film spielt in deutscher Sprache, wenn hingegen Protagonisten in englischer oder hebräischer Sprache sprechen, sind diese Szenen untertitelt. Dies gilt auch für die übernommenen Originalaufnahmen aus dem Eichmann-Prozess, in denen die Beteiligten in ihrer jeweiligen Sprache zu Wort kommen. Trotta setzte dieses Verfahren gegenüber dem Verleih durch, weil so die sprachliche Emigration der Hannah Arendt verdeutlicht werde.

## Rezeption

### Erfolg
Im Jahr 2013 wurden bundesweit 464.512 Besucher an den deutschen Kinokassen gezählt, womit der Film den 72. Platz der meistbesuchten Filme des Jahres belegte.

### Kritiken
„Verdichtet zum dynamisch erzählten Porträt einer höchst bemerkenswerten Denkerin, fesselt der Film als spannendes, persönliches wie geistiges Drama, bei dem besonders die Schilderung des New Yorker Milieus der deutsch-jüdischen Emigranten um 1961 überzeugt. Filmisch ‚atmet‘ er freilich nur bedingt; auch verschreibt die Inszenierung sich zu sehr einer Binnenperspektive, um eine kritischere Distanz zur Hauptfigur zu ermöglichen und die Kontroversen um ihre Schriften differenziert nachvollziehbar zu machen.“

„Von Trottas Drama ist großes Kino: echt, bewegend und voller Bewunderung für eine Frau, die ihren Weg ging und fest an die eigenen Werte glaubte.“

„Eine hervorragende Kamera mit ebenso guter Lichtarbeit fokussiert auf ideale Weise in bestechenden Einstellungen die Gesichter der Protagonisten. Die Besetzung der Charaktere ist außergewöhnlich: Axel Milberg, Ulrich Noethen, Michael Degen, Janet McTeer und Julia Jentsch und schließlich Barbara Sukowa in der Rolle ihres Lebens mit einer absoluten Glanzleistung als Hannah Arendt. Die sichere Führung der Protagonisten ist nur eine Facette der Regiekunst von Margarethe von Trotta, die mit diesem Porträt über eine der faszinierendsten Frauengestalten des 20. Jahrhunderts ihren wohl wichtigsten und besten Film inszenierte.“

„Dass der neue Film von Margarete von Trotta […] absolut sehenswert ist, hat vor allem zwei Gründe: Zum einen führt sie mit ‚Hannah Arendt‘ nach Filmen wie ‚Rosa Luxemburg‘ oder ‚Vision – Aus dem Leben der Hildegard von Bingen‘ ihr thematisches Interesse an einflussreichen Frauen auf hohem Niveau weiter und schafft es, einer bedeutsamen deutschen Philosophin ein filmisches Denkmal zu setzen. Zum anderen zeigt sie dem Zuschauer ein wirksames Gegenmittel gegen das banale Böse: das eigenständige Denken. Diese Erkenntnis wird dem Zuschauer allerdings nicht in den Schoß gelegt. Er muss sie sich erarbeiten.“

„Das gut agierende Gespann Sukowa/Milberg kommt nicht gegen die inszenatorischen Schwächen des Films an und so versinken die Darsteller im Sumpf der simplen und langatmigen Abhandlung der Thesen Hannah Arendts. Wie auch im ähnlich angelegten Film ‚The Iron Lady‘ bleibt die Erkenntnis, dass allein eine überdurchschnittliche Leistung der (Haupt-)Darsteller keinen guten Film garantiert und es für einen wirklich guten biographischen Kinofilm einfach mehr bedarf.“

„Die Widersprüche von Hannah Arendt werden in ihrer filmischen Biografie nicht nur nicht zur Geltung gebracht, sondern auch noch mit der Kohärenz ihres Werkes verwechselt. Man kann nicht einmal sagen, dass man hier einer falschen Versöhnung bewohnt [sic!], denn soweit kommt es gar nicht, dass die Widersprüche irgendwie entfaltet werden, sodass sie dann auf falsche Weise versöhnt werden könnten, sondern Barbara Sukowa lässt die Widersprüche erst gar nicht zu.“

„Wie immer in ihren Porträt-Filmen (‚Rosa Luxemburg‘, ‚Hildegard von Bingen‘) hat sich Margarethe von Trotta in erster Linie für die starke Frau interessiert, sie hat jedoch ihr eigenes, sehr deutsches Bild von ihr. Der Eichmann-Prozess, Judenräte und Martin Heidegger sind die Themen, mit denen Arendts ‚Denken‘ insgesamt porträtiert wird. Ihre Philosophie, ihre historisch-politischen Texte wie etwa ‚Über die Revolution‘ spielen keine Rolle.“

## Auszeichnungen
Barbara Sukowa erhielt für ihre Rolle als Hannah Arendt den Preis für die beste Darstellerin des Bayerischen Filmpreises 2012. Margarethe von Trotta wurde für ihre Filme Hannah Arendt, Hildegard von Bingen, Rosenstraße und Rosa Luxemburg über „Frauenfiguren, deren Schicksal und oftmals emanzipatorischen Kampf um Freiheit, Selbstbestimmung und Würde die Regisseurin mit großem Einfühlungsvermögen erzählt“, der Ehrenpreis des Bayerischen Ministerpräsidenten verliehen. Nach den Worten Horst Seehofers „ist [sie] eine der engagiertesten Regisseurinnen und Filmemacherinnen in Deutschland.“
Beim 36. Göteborg International Film Festival, wo ihre Filme Hannah Arendt und Die verlorene Ehre der Katharina Blum gezeigt werden, erhielt Margarethe von Trotta als „eine der führenden Filmemacher des neuen deutschen Kinos der 1970er Jahre“ den Ehrenpreis Honorary Dragen Award.
Hannah Arendt wurde von der Deutschen Film- und Medienbewertung (FBW) mit dem Prädikat besonders wertvoll ausgezeichnet. Zudem wählte die Jury der Evangelischen Filmarbeit den Film zum Film des Monats Januar 2013.
Darüber hinaus wurde Hannah Arendt in sechs Kategorien für den Deutschen Filmpreis 2013 nominiert – Programmfüllende Spielfilme, Bestes Drehbuch (Pam Katz, Margarethe von Trotta), Beste Regie (Margarethe von Trotta), Beste darstellerische Leistung – weibliche Hauptrolle (Barbara Sukowa), Bestes Kostümbild (Frauke Firl), Bestes Maskenbild (Astrid Weber). Der Film gewann den Filmpreis in Silber in der Kategorie Bester Spielfilm sowie Barbara Sukowa die Auszeichnung Beste darstellerische Leistung – weibliche Hauptrolle.